# Вучине
Вучине (серб. Вучине / Vučine) — село в общине Вишеград Республики Сербской Боснии и Герцеговины. Население составляет 286 человек по переписи 2013 года.
Вучине основано в 1981 году как отдельное село, вышедшее из состава административного центра Вишеград.

## Население[3]
По данным на 1991 год, в селе проживали 151 человек, из них:
- 118 — сербы,
- 30 — бошняки,
- 3 — югославы.